# Anthurium dombeyanum
Anthurium dombeyanum là một loài thực vật có hoa trong họ Ráy (Araceae). Loài này được Brongn. ex Engl. miêu tả khoa học đầu tiên năm 1879.